# Pyrgocythara hemphilli
Pyrgocythara hemphilli är en snäckart som beskrevs av Bartsch och Alfred Rehder 1939. Pyrgocythara hemphilli ingår i släktet Pyrgocythara och familjen kägelsnäckor. Inga underarter finns listade i Catalogue of Life.